# 동반성장연구소
동반성장연구소는 2012년 정운찬 전국무총리를 중심으로 동반성장 문화의 조성과 확산을 목표로 설립된 순수 민간연구소이다. 주요사업으로 동반성장포럼, 동반성장 논문대회, 동반성장 MOU채결, 동반성장 서적 출판 등을 추진하고 있다. 서울특별시 신림로 247 동서리치빌딩 5층 503호에 위치하고 있다.

## 설립목적
2010년 반관반민의 동반성장위원회가 설립되면서 한국경제 문제를 해결하기 위한 중요한 수단으로 동반성장이 주목을 받았다. 그러나 당시 정계와 재계에서 대기업과 중소기업이 더불어 성장하자는 동반성장 취지가 자본주의 시장경제에 어긋난다는 반발이 있었고, 반관빈민 체제인 동반성장위원회 활동에 내외적으로 제약이 많았다. 이러한 정계와 재계의 외압과 제약에서 자유롭게 순수한 학문적 관점에서 동반성장을 추진하기 위해 2012년 순수민간연구소 동반성장연구소가 설립되었다. 

## 주요사업
- 동반성장포럼

#### 2022년
2022.09.08. 제89회 '동반성장의 핵심 키워드, 관계를 말하다' 
2022.07.14. 제88회 '대한민국의 과제: 기후위기와 식량주권'/ '우크라이나 사대와 대응전략' 
2022.06.09. 제87회 '동반성장의 철학적 기초'/ '내가 본 동반성장' 
2022.05.12. 제86회 '윤석열 정부, 주변 국가와의 동반성장을 위해 어떻게 해야 하나'/ '농업 동반성장으로 길을 열다' 
2022.04.14.           (창립 10주년 기념 컨퍼런스) 4차 산업혁명과 위드 코로나 시대 양극화 극복을 위한 국민대토론회 
2022.03.10. 제85회 '한국경제의 당면 기본과제' 
2022.02.10. 제84회 '내가 바라보는 동반성장 -중소기업의 역할을 중심으로' 
2022.01.13. 제83회 '동반성장은 시대정신이다' 

#### 2021년
2021.12.16. 제82회 'Win-COVID19, With Culture - 사례와 대안을 중심으로' 
2021.11.11. 제81회 '공기업의 동반성장 활동: 한수원 사례를 중심으로' 
2021.10.28. 제80회 '제주국제자유도시 조성을 통한 동반성장과 지역상생의 길' 
2021.09.09. 제79회 '코로나19 이후 세계경제의 변화와 포용적 경제정책의 확장: 미국의 통화정책을 중심으로'
2021.07.08. 제78회 '미・중 갈등과 반도체 전쟁: 한국 반도체 산업의 위기'
2021.06.10. 제77회 '소득과 자산의 불평등 그리고 사회양극화, 어떻게 극복할 것인가?'
2021.05.13. 제76회 '격랑(激浪)의 한본도 정세(1882～2021) -대한민국의 운명을 찾아서-'
2021.04.08. 제75회 '바이든 시기 미・중 경쟁과 한국 외교'
2021.03.18. 제74회 '부동산문제의 진단과 과제'
2021.02.18. 제73회 '한국경제의 지속가능한 성장을 위한 제언'
2021.01.14. 제72회 '2021 한국경제전망과 이슈: 코로나, 탈세계화 및 바이든 시대'

#### 2020년
2020.11.12. 제71회 ‘평화적 흡수통일과 동반통일의 과제'
2020.10.15. 제70회 ‘이주민으로서 바라보는 대한민국의 미래'
2020.07.16. 제69회 ‘소상공인, 대학생 그리고 대기업의 동반성장’/ ‘동맥산업과 정맥산업의동반성장, 그리고 인류의 미래'
2020.05.14. 제68회 ‘초변화 시대의 기업혁신과 글로벌 동반성장’
2020.01.09. 제67회 ‘한반도 통일과 한일관계’

#### 2019년
2019.11.20. 제66회 ‘표류하는 한국경제, 어디로 가는가?’
2019.10.10. 제65회 ‘동반성장을 위한 미래교육의 방향’
2019.09.11. 제64회 ‘북한 핵미사일 위협과 한반도 안보정세 전망’
2019.07.11. 제63회 ‘인구구조 변화와 세대 간 동반성장’
2019.06.13. 제62회 ‘재벌개혁, 핵심이 무엇인가?’
2019.05.09. 제61회 ‘임직원 성과공유제와 부패척결’
2019.03.14. 제60회 ‘동반성장포럼의 회고와 전망’
2019.02.14. 제59회 ‘4차산업혁명시대, 대한민국은 준비되어 있는가?’
2019.01.10. 제58회 ‘대한민국 희망전략 지식재산허브’

#### 2018년
2018.11.09. 제57회 ‘한국사회 어디로 가고 있나?’
2018.10.11. 제56회 ‘통일 한반도의 성공적인 도시 및 지역개발 로드맵’
2018.09.13. 제55회 ‘4차산업혁명에 대응하는 과학기술정책방향'
2018.07.11. 제54회 ‘나라의 중심은 사람이다'
2018.06.14. 제53회 ‘지방분권시대 문화예술의 동반성장’
2018.05.10. 제52회 ‘2018 남북정상회담과 한반도의 미래’
2018.04.12. 제51회 ‘도이모이(Doi Moi) 베트남과 동반성장하는 주거개발 전략’
2018.03.08. 제50회 ‘동반성장을 위한 상생화법’
2018.02.08. 제49회 ‘비트코인의 허상과 실상’
2018.01.11. 제48회 ‘새 정부의 중소기업정책 과제’

#### 2017년
2017.11.07. 제47회 ‘남녀 간 동반성장’
2017.10.12. 제46회 ‘중소기업인의 해원과 상생’
2017.09.14. 제45회 ‘스마트시티, 4차 산업혁명 그리고 동반성장’
2017.07.13. 제44회 ‘중앙정부와 지방정부 간 동반성장을 위한 지방분권 방향’
2017.06.08. 제43회 ‘권리로서의 기본소득’
2017.05.11. 동반성장포럼 간담회 개최
2017.04.13. 제42회 ‘청년 창업과 동반성장
스타트업 생태계 관점에서’
2017.03.09. 제41회 ‘정의론과 동반성장’
2017.02.09. 제40회 ‘제4차 산업혁명과 동반성장’
2017.01.12. 제39회 ‘인간이 만든 공동체의 건강과 발전의 조건’

#### 2016년
2016.11.18. 제38회 ‘더불어 성장하고 함께 나누는 세상’
2016.10.20. 제37회 ‘동반성장 사례발표’
2016.09.22. 제36회 ‘동반성장이 걸어온 길’
2016.08.25. 제35회 ‘한국과 일본의 동반성장: 한국과 일본 경제의 경쟁과 협력관계’
2016.07.07. 제34회 ‘비문해자를 문해자로: 교육에서의 동반성장의 현장고민과 국 가 책무’
2016.06.09. 제33회 ‘적합업종, 중소기업의 내일을 생각하다’
2016.05.12. 제32회 ‘정부의 조달사업과 동반성장’
2016.04.14. 제31회 ‘새로운 동북아 경제질서와 한국의 대응’
2016.03.10. 제30회 ‘청년과 동반성장’
2016.01.26. 제29회 ‘한국경제의 성장을 위한 과제’ 
2016.01.07. 제28회 ‘동반성장과 경제민주화, 잘 되고 있는가?’

#### 2015년
2015.11.12. 제27회 ‘한국경제와 중국경제의 동반성장’
2015.10.08. 제26회 ‘대형마트와 골목상권의 동반성장’
2015.09.24. 제25회 ‘한국경제가 나아갈 길’
2015.09.10. 제24회 ‘대·중소기업 동반성장과 장애인기업 창업 및 고용’
2015.09.09. 제23회 ‘동반성장과 경제민주화, 어떻게 실현할 것인가’
2015.08.21. 문화행사 개최 (‘동반성장 재능나눔콘서트’)
2015.07.09. 제22회 ‘농수산물 공영도매시장에서의 동반성장’
2015.05.14. 제21회 ‘헌법에 구현된 동반성장의 정신’
2015.04.09. 제20회 ‘New Normal 시대의 경제민주화’
2015.03.12. 제19회 ‘중앙정부와 지방정부간 동반성장’
2015.02.12. 제18회 ‘개헌과 동반성장’
2015.01.08. 제17회 ‘북한경제의 미래와 남북경제의 동반성장 전략’

#### 2014년
2014.11.13. 제16회 ‘한국경제 및 지역경제의 위기와 동반성장’ 
2014.10.16. 제15회 ‘대한민국 자영업자, 길을 잃다’ 
2014.09.18. 제14회 ‘한반도 통일을 둘러싼 중국의 이해관계와 주변 4강의 입장’
2014.08.14. 제13회 ‘한국경제의 신성장전략과 중소기업의 역할’
2014.07.10. 제12회 ‘한국사회 어떻게 살릴 것인가’
2014.06.12. 제11회 ‘문화콘텐츠산업과 동반성장’
2014.05.08. 제10회 ‘취약계층의 가계부채와 동반성장’
2014.04.10. 심포지엄 개최 (‘한국 경제의 대외적 취약성과 정치사회적 불안’)
2014.03.13. 제9회 ‘노사 파트너쉽과 동반성장’
2014.02.21. 문화행사 개최 (‘우리 모두 다 함께’)
2014.01.09. 제8회 ‘세대 간의 동반성장’

#### 2013년
2013.11.14. 제7회 ‘농업과 동반성장’
2013.10.10. 제6회 ‘대·중소 병원 간의 동반성장’
2013.09.12. 제5회 ‘지역 간의 동반성장’
2013.08.08. 제4회 ‘남북한 간의 동반성장’
2013.07.11. 제3회 ‘교육에서의 동반성장’
2013.06.13. 제2회 ‘갑의 횡포, 을의 눈물 끝낼 수 있는가’
2013.05.09. 제1회 ‘왜 동반성장인가’
- 동반성장 서적 출판

2014년 ‘함께 멀리가자’(2013년도)
2015년 ‘한국사회가 묻고 동반성장이 답하다’(2014년도)
2016년 ‘동반성장과 한반도 통일’
2017년 ‘대한민국을 살리는 길, 동반성장’(2015년도)
2018년 ‘공동체와 동반성장’(2017년도)
2019년 ‘한반도 르네상스와 동반성장’(2018년도)
‘동반성장과 경제민주화’(2016년도)
2020년 ‘동반성장 원리와 자본주의 정신(2019년도)
- 동반성장 논문대회

2014년 제1회 동반성장 논문대회
2015년 제1회 동반성장콘텐츠대회 동감프로젝트
2016년 제2회 동반성장 논문대회
2018년 제3회 동반성장 논문대회
2019년 제4회 동반성장 논문대회
- 동반성장 MOU

2013.09.26. 일성여자중ㆍ고등학교 MOU 체결
2014.09.04. 서울특별시 MOU 체결
2014.12.24. 서울대학교 공과대학 MOU 체결
2015.02.27. 제주특별자치도 MOU 체결
2015.06.30. 미래창조연구원 최고경영자과정 MOU 체결
2016.10.21. 한양대 유럽아프리카연구소 MOU 체결
2017.05.26. 경기도 광명시 MOU 체결
2017.10.27. 경기도 포천시 마이스타일트렌드페어 2017 MOU 체결
2018.04.10. 경기도 시흥시 MOU 체결
2021.06.10. 아시아기자협회 MOU 체결